# Fernando Redondo Ituarte
Fernando Redondo Ituarte (Maó, 2 de novembre de 1882 - Mèxic, 1949) va ser un militar i esperantista menorquí.
Va ser un estret col·laborador de Julio Mangada Rosenörn, tant a les seves activitats com a esperantista com posteriorment a l'exèrcit. També van ser companys a la maçoneria. Entre les seves activitats amb relació a la llengua auxiliar internacional esperanto, cal destacar la creació de la revista "Homaro" el 1910, així com la participació en la direcció de les principals associacions esperantistes espanyoles, la impartició de cursos i la traducció de diverses obres de la literatura espanyola a la llengua internacional. A més, va ser un actiu col·laborador de diverses publicacions republicanes i socialistes, sobre temes de política, teosofia i esperantisme. També va col·laborar a la redacció de l'Enciklopedio d'Esperanto (1934).
Pel que fa a la seva activitat com a militar, va destacar en la creació de mapes cartogràfics de les Illes Canàries i de les Illes Balears. El 1933 va actuar com a cap de l'estat major del llavors comandant militar de Mallorca, Francisco Franco. A la fi d'aquest any es va retirar del servei actiu. Durant la Guerra Civiles va reincorporar a l'exèrcit i va lluitar a la serra de Guadarrama, com a integrant de la Columna Mangada. El 1937 va ser nomenat Cap de l'Estat Major a Menorca. Va ser una de les últimes persones a abandonar l'illa quan aquesta es va rendir a les tropes de Franco. Es va exiliar a Mèxic, on va morir.